# Kőbánya SC (szachy)
Kőbánya SC, pełna nazwa Aquaréna Kőbánya SC – węgierski klub szachowy z siedzibą w Kőbánya, sekcja Kőbánya SC.

## Historia
Sekcja szachowa Kőbánya SC powstała 1 lutego 2011 roku. W 2015 roku zawodnicy klubu awansowali do NB I, zajmując w pierwszym sezonie ósme miejsce. W latach 2018–2019 zespół zajmował czwarte miejsce w lidze. W sezonie 2021/2022 szachiści klubu zdobyli wicemistrzostwo kraju, ulegając jedynie Nagykanizsai SK. Zawodnikami klubu byli wówczas m.in. Andrij Wowk, Viktor Erdős, Aleksandar Inđić i Imre Balog.